# Pontus Ljungberg

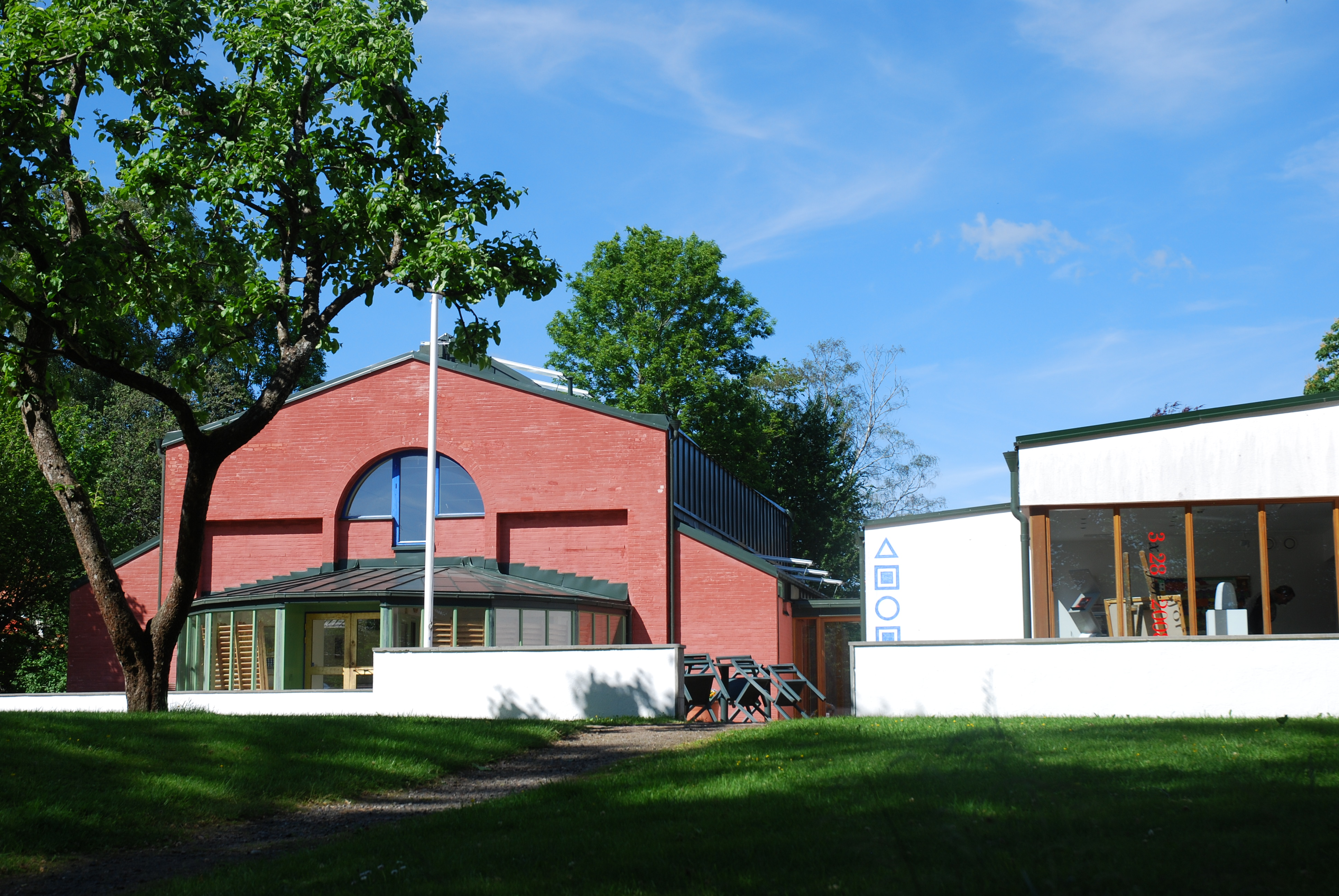
Ljungbergmuseet, Strandvägen i Ljungby, ritat av Pontus Ljungberg.

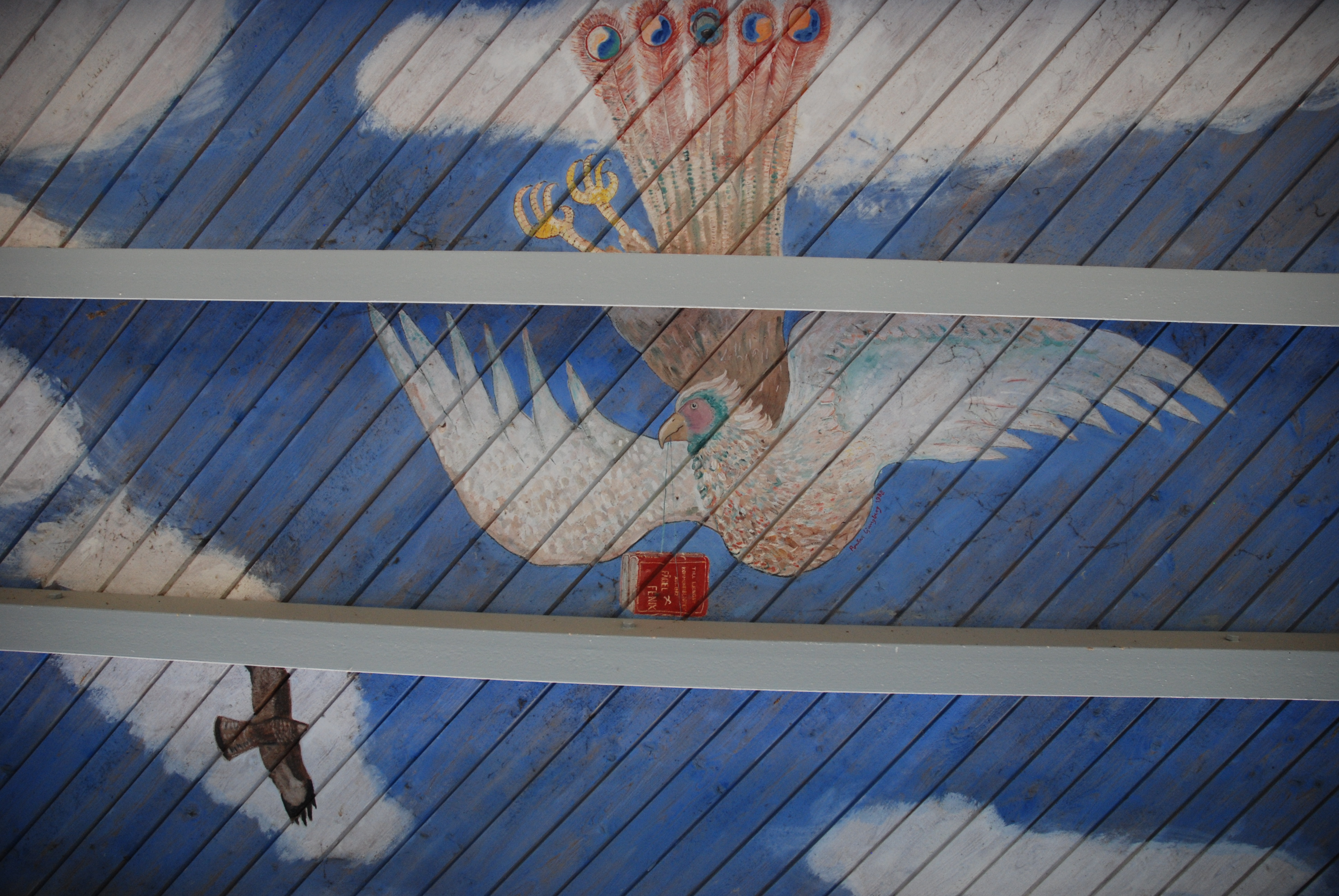
Målning av Fågel Fenix på undersidan av skärmtaket över ingången till biblioteket i Ljungby

Björn Pontus Ljungberg, född 9 februari 1945 i Ljungby, död 10 maj 2023 i Rimforsa, var en svensk målare, tecknare och arkitekt.
Pontus Ljungberg var son till Sven Ljungberg och Ann Margret Dahlquist-Ljungberg. Han är begravd på Hägerstads nya kyrkogård.

## Offentliga verk i urval
- Ridå, Måltidens hus i Grythyttan, ritad av Pontus Ljungberg, vävd av HV ateljé (Handarbetets Vänner) i Stockholm
- Fem målningar i Norra Ljunga kyrka (1997)
- Målningar, skärmtaket över entrén till biblioteket i Ljungby

Ljungberg är representerad vid bland annat Kalmar konstmuseum  och Moderna museet i Stockholm.